# 함안 의학서당
함안 의학서당(咸安 義學書堂)은 대한민국 경상남도 함안군 칠북면 영동리 790에 있는 서당이다. 2018년 7월 19일 경상남도의 문화재자료 지정 예고되었다가, 2019년 10월 10일 경상남도의 문화재자료 제659호로 지정되었다.

## 지정 사유
의학서당(義學書堂)은 건립 이후 영동마을의 중요한 교육기관으로 오랜 세월 그 역할을 해왔으며, 고종 5년(1868) 서원철폐령에 따라 훼철된 태양서원에 배향되었던 도곡 안정을 이 의학서당에 향사함으로써 서원의 기능을 가지고 있다. 또한 건물은 일부 현대적으로 수리된 것은 있지만 전체적으로는 건립 당시의 모습을 잘 간직하고 있으며, 조선시대에서 근대로 넘어가는 과도기의 근대한옥 특징을 살펴볼 수 있어 그 중요성이 있다.

## 참고 문헌
- 함안 의학서당 - 국가유산청 국가유산포털